# Marcilio Duarte
Marcilio Duarte Lima (Recife, 22 de março de 1941) é um advogado e político brasileiro. Figura presente no cenário político nacional, ficou conhecido por dominar a burocracia na criação de partidos, auxiliando na fundação de sete legendas: PST, PTR, PRONA, PGT, PTN (atual Podemos), PSL e Solidariedade. Ganhou os apelidos de "maníaco das siglas" e "rei dos nanicos".
Presidiu as duas versões do PST, nos anos 1980 e 1990, além de ter sido vereador no município de Mairinque, em São Paulo.

## Biografia
Na década de 1980,  trabalhava como advogado trabalhista e atuava no Tribunal Superior do Trabalho. O local ficava próximo ao Tribunal Superior Eleitoral, em Brasília. Entrou na área política quando se ofereceu aos dirigentes do PTR para ajudar na homologação do partido.
Em 1988, fundou o Partido Social Trabalhista, o qual presidiu. A legenda chegou a ter cinco deputados federais na Câmara. Na eleição de 1989, o PST apoiou a chapa presidencial de Fernando Collor de Mello. Em 1990, chegou a manter conversas para uma candidatura de Silvio Santos ao governo de São Paulo pelo PST, convite declinado pelo apresentador. Após o processo de impeachment de Collor, Marcilio cedeu o partido para Álvaro Dias. Posteriormente, o PST fundiu-se com o PTR para formar o Partido Progressista.
Após deixar o PST, ajudou na criação de outros partidos: PGT, do líder sindical Canindé Pegado; o PTN, do político Dorival Abreu; e o PSL, a pedido da família Tuma.
O Partido Social Trabalhista seria refundado na década de 1990, novamente sob o comando de Marcilio. A legenda foi dissolvida em 2003, sendo incorporada ao Partido Liberal.
Em entrevista ao Correio Braziliense, Marcilio admitiu que não fez um bom negócio ao negociar a incorporação do PST ao PL. Na época, ele havia sido procurado inicialmente por José Carlos Martinez, do PTB, legenda que, posteriormente, incorporou o PSD. Por causa de uma briga interna, Marcilio desistiu de se unir com o PTB e optou pelo PL. Além do comando do PL em São Paulo, Marcilio concorreu à prefeitura de Mairinque, sendo derrotado. O advogado reclamou da falta de espaço que o PL lhe deu, já que desejava comandar uma autarquia no governo Lula - na época, o partido ocupava o Ministério dos Transportes.
Em 2005, quando veio à tona o escândalo do mensalão, Maria Christina Mendes, ex-mulher de Valdemar da Costa Neto, presidente do PL, acusou o ex-marido de ter comprado o PST de Marcilio. Por sua vez, Marcilio Duarte negou que houvesse negociação em dinheiro, tendo apenas ficado com o diretório de São Paulo na época.
Na década de 2010, ajudou na criação do Solidariedade, a pedido do líder sindical Paulo Pereira da Silva. Até o registro oficial do partido, era o presidente da sigla.

### Histórico eleitoral
Acumulou candidaturas desde a década de 1980, entre elas uma tentativa em ser prefeito de São Paulo em 1992. Conseguiu ser eleito vereador de Mairinque, em 2000. Na eleição de 2002, fez uma campanha misteriosa para deputado federal de São Paulo, em que apenas divulgava a pergunta "Quem é 1818?", sem mostrar o rosto e o nome.
Em 2014, concorreu a deputado federal pelo Solidariedade. Não se elegeu e afirmou ter se decepcionado com os rumos do partido.